# Chtelnička
Chtelnička je potok na Dolním Pováží, protéká jihozápadní částí okresu Piešťany. Je to významný pravostranný přítok Horního Dudváh, má délku 19,7 km a je tokem IV. řádu. Někdy se označuje i názvem Výtok. Na horním toku napájí dvě vodní nádrže; Výtok a Chtelnii. Nad obcí Chtelnice se rozvětvuje na dvě ramena, kterými protéká celou obcí, v obci byl ještě v místním parku vybudován na potoku malý rybník.

## Pramen
Chtelnička pramení v Malých Karpatech, vytéká z vyvěračky Výtok v Dobrovodském krasu na východoseverním svahu Hrubých skalek (343,5 m n. m.), V nadmořské výšce přibližně 295 m n. m.

## Popis toku
Od pramene teče zprvu na východ, vzápětí se obloukem stáčí severojižním směrem a protéká Chtelnickou dolinou. Ve střední části doliny se stáčí na východojuhovýchod, napájí vodní nádrž Chtelnica, ze které pak pokračuje jihovýchodním směrem. Za obcí Nižná nejprve mění směr toku na východ, následně se esovitě stáčí a po přibrání Lopašovského potoka opět teče jihovýchodním směrem. V obci Velké Kostoľany se stáčí nejprve na východojihovýchod a pak k ústí na severovýchod. Těsně před ústím, po přibrání Lančárskeho potoka, se prudce stáčí a směřuje na krátkém úseku na jihovýchod.

## Geomorfologické celky
- Malé Karpaty, geomorfologický podcelek Brezovská Karpaty
- Podunajská pahorkatina, geomorfologické podcelky:
  - Trnavská pahorkatina, geomorfologické části Podmalokarpatská pahorkatina a Trnavská tabule
  - Dolnovážská niva, geomorfologická část Dudvážských mokřad

## Přítoky
- Pravostranné: přítok zpod masivu Malých skalek, přítok z doliny Zvolen
- Levostranné: přítok ze severního svahu Pálenice (342,7 m n. m.), Bukovinský potok, Lopašovský potok, kanál z lokality Pod hájem, Lančársky potok

## Ústí
Do Horního Dudváh se vlévá na Dolnovážné nivě, východně od obce Velké Kostoľany v nadmořské výšce 148,7 m n. m.

## Obce
- Osady Výtok a Ostrovský Mlýn
- Chtelnica
- Nižná
- Velké Kostoľany